# Captain America
|  | For filmen af samme navn, se Captain America (film fra 1990) |
Captain America er en tegneseriefigur skabt af Joe Simon og Jack Kirby i 1940.

## Historie
Captain America dukkede for første gang op i Captain America Comics nr. 1 fra Timely Comics i december 1940. Simon og Kirby skrev og tegnede de første ti album af serien før andre tog over i 1941. Captain America Comics udkom med 75 nummer indtil serien blev nedlagt i 1949. Det første album, som udkom et år før USAs indtræden i 2. verdenskrig, viser Captain America som slår til Adolf Hitler. Simon og Kirby, som begge var jøder, var stærkt antinazistiske og nølede ikke med at bruge serien som antinazistisk propaganda. Et kortvarig forsøg blev gjort på at genoplive serien i 1950'erne, men uden succes. Efter at Kirby havde returneret til Marvel Comics og forlaget begyndte at opleve ny succes med sine superheltserier i begyndelsen af 1960'erne blev Captain America taget op som medlem i superheltgruppen Avengers. Han fik også sin egen serie i hæftet Tales of Suspense og siden sit eget hefte. Blandt de mere kendte serieskabere som har arbejdet på serien, finder vi Stan Lee, Jim Steranko, Roy Thomas, Steve Englehart, Sal Buscema, John Byrne, Mike Zeck, Brian Michael Bendis, Mark Gruenwald og Ed Brubaker.

## Alter ego
Captain Americas alter ego er Steven Grant Rogers eller Steve Rogers, som blev født 4. juli 1917 i New York i USA som søn af to irske immigranter. Steve Rogers ville melde sig til hæren under 2. verdenskrig men blev afvist af militæret fordi han ikke var fysisk stærk nok. Senere møder han en officer som leder efter forsøgskandidater til det tophemmelige projekt Operation Rebirth. Dette projektet har som mål at udvikle supersoldater som skal slås mod det tredje rige. Steve får sprøjter og udvikler superkrafter. Han bliver derefter brugt som soldat og propagandasymbol under krigen.